# Konstantin IV.
Konstantin IV. Pogonatos (Κωνσταντίνος Δ' ο Πωγώνατος, asi 652 – 14. září 685) byl byzantský císař, který vládl v letech 668 až 685 a který své říši navrátil vnitřní a vnější stabilitu.
Konstantin byl jmenován spoluvladařem císaře Konstanta II. již roku 654. Po jeho zavraždění se sám stal císařem. Největším nebezpečím pro říši byli Arabové, kteří poslali flotilu, jež měla roku 674 napadnout Konstantinopol. Zatímco se Konstantin věnoval tomuto nebezpečí, napadli Slované Soluň. Konstantinopol dokázala náporu Arabů vzdorovat až do roku 678, kdy bylo zničeno arabské loďstvo s pomocí řeckého ohně. Arabové se museli stáhnout, zároveň byli poraženi na souši v Anatolii. Konstantin uzavřel s Araby mírovou smlouvu, která byla roku 685 obnovena.
Roku 680 Konstantin svolal Třetí konstantinopolský koncil, který znovu potvrdil rozhodnutí Chalkedonského koncilu z roku 451. Tento ekumenický koncil se vypořádal s monotheletismem, většina monotheletistů v té době však již byla pod arabskou nadvládou. Výsledek koncilu vedl také k usmíření křesťanského Východu se Západem reprezentovaným především papežstvím.
Konstantin byl roku 681 donucen uznat bulharskou říši, poté co byl roku 680 poražen v bitvě. Spolu s Konstantinem vládli jeho bratři Herakleios a Tiberios, kteří byli na žádost lidu korunováni, avšak byli zmrzačeni, aby se nemohli ujmout vlády. Tento čin zaručil nástupnictví Justiniána II. Konstantin zemřel na úplavici roku 685.